# مسجد جامع عتیق (شیراز)
مسجد جامع عتیق کهنترین مسجد شیراز می‌باشد که مسجد جمعه یا آدینه نیز نامیده می‌شود. بنای اولیه این مسجد در سال ۲۸۱ هجری قمری در زمان عمرو لیث صفاری ساخته شده‌است. بعدها شاه اسحق اینجو در سال ۷۵۲ هجری قمری ساختمانی در میان مسجد بنا کرد که آن را خدایخانه یا دارالمصحف می‌نامند و مکان نگهداری قرآن مجید و مکان تلاوت آن بوده‌است. کتیبه سنگی آن از نمونه‌های ارزنده هنر خطاطی به‌شمار می‌رود. این کتیبه به خط یحیی الجمالی الصوفی خطاط نامدار زمان شاه اسحق نوشته شده و حاوی جملاتی در شان قرآن مجید است.
این مسجد اولین هسته مذهبی در شهر شیراز است که جدا از عملکرد مذهبی نقش اجتماعی-سیاسی نیز داشته‌است و به همین دلیل دارای ۶ ورودی در اضلاع مختلف می‌باشد که مهم‌ترین آن ورودی ضلع شمالی است که در دوره صفویه بازسازی گردیده‌است.

## باورهای مردم
1. مردم شیراز بر این باور هستند که در زیر خدایخانه اژدهای خفته (عصای موسی) وجود داشته‌است .(عام)
2. بر این باور هستند که قبله قبل از تغییر به این سمت بوده و به این مسجد مسجدالاقصی نیز می‌گویند .(خاص)
3. این مسجد تغییر کاربری داده شده و ابتدا آتشخانه بوده‌است .(خاص)
4. عیسی در این مسجد به همراه میکائیل و اسرافیل نزول کرده‌است. (خاص)

## دیوار ندبه
در سمت جنوب این مسجد دیواری قرار گرفته که به دیوار ندبه مشهور است؛ برای تمایز این دیوار با سایر دیوارها علامت تک پیک یا سرو به صورت کاشی کاری آبی رنگی مشخص شده‌است.
گفته می‌شود این دیوار محلی بوده که براق در هنگام عروج پیامبر از این محل حرکت کرده‌است.

## خدایخانه (دارالمصحف)
وسط حیاط مسجد دارالمصحف یا خدای خانه یا کعبه ثانی یا بیت‌المقدس یا دروازه زمان قرار دارد.
عمارت خدای خانه و ایوان‌های آن، دارای ۱۲ متر طول و ۱۰ متر عرض است و مساحت اتاقی که در وسط آن قرار گرفته‌است به ابعاد ۸ متر طول و ۶ متر عرض است که از سنگ و گچ ساخته شده‌است.
در ضلع شرقی و غربی این اتاق، دو سنگ مشبک قرار دارد و در دو ضلع جنوبی و شمالی آن، هر کدام یک در ورودی است که بر روی در ضلع شمالی خاتم‌کاری صورت گرفته‌است. در چهار گوشه خدای خانه، چهار ستون مدور مغازه مانندی وجود دارد که نمای بیرونی آن از سنگ‌های مکعب شکل آجر مانندی است که لابه لای آن سنگ‌های رنگین به کار رفته و با گچ نصب شده‌است و روی سنگ‌های ازاره پایین نیز نقش و نگارهایی دیده می‌شود.
بر بالای این عمارت، کتیبه‌هایی به خط ثلث شامل اشعار عربی در وصف قرآن نوشته شده‌است و اساس این ساختمان فقط برای کتابت قرآن بوده‌است زیرا در زمان‌های قدیم چاپخانه وجود نداشته‌است؛ لذا این عمارت برای کاتبان و حافظان قرآن در سال ۷۵۲ هجری قمری در زمان شاه شیخ ابواسحاق اینجو ساخته شد و تنها یک بار در ۱۳۱۶ خورشیدی مرمت شد. و اکنون در سال ۱۳۹۷ حدود ۶۰ سال است که در حال مرمت است به شکلی که تجهیزات مرمت خود نیازمند مرمت هستند.
در زمان‌های بسیار قدیم که سفر حج توسط کاروان انجام می‌شد و حجاج حدود ۲ ماه در راه بودند امکان ارسال روحانی همواره موجود نبود و به دلیل پیچیدگی مراحل حج از مسجد عتیق به عنوان مسجد الحرام و خدایخانه به عنوان کعبه استفاده می‌شد تا آموزش کامل و عملی به حجاج داده شود.
در این عمارت یک جلد قرآن ۳۰ پاره جزء به جزء مربوط به دوره شاه اسماعیل صفوی که در گوشه تمام صفحات آن نوشته مسجد جامع عتیق و چند قرآن تک جزئی وجود داشته‌است. اکنون تمام این قرآن‌ها در موزه پارس شیراز نگهداری می‌شوند.

## پیش از اسلام
کاوش‌های باستان‌شناسی نشان می‌دهد که بنای این مسجد بر روی عبادتگاه قدیمی قرار گرفته‌است؛ اما به علت محدودیت در کاوش‌ها، مشخص نیست که این عبادتگاه دقیقاً متعلق به کدام دوره است؛ اما این واضح است که طرح مسجد جامع عتیق از الگویی ماقبل خود بهره برده‌است.

## ضلع شمالی (رو به قبله)
ضلع شمالی این مسجد دارای دو در شمال شرقی و شمالی، یک ایوان و شبستان است.
درب شمالی این مسجد به دروازه امام معروف است و کتیبه‌ای بر فراز آن قرار گرفته‌است که در دوره صفوی و در سال ۱۰۳۱ هجری قمری به خط علاءالدین جوهری نگاشته شده‌است. این کتیبه تاریخ مرمت مسجد را در سال مذکور بیان می‌کند.
سردر شمالی مسجد با کاشی مقرنس‌کاری شده‌است.
بر روی چهار کتیبه نام دوازده امام بر روی کاشی نگاشته شده و در جرزهای دو طرف این سردر نصب شده‌است.
در میانه این ضلع تاقنمای بلندی قرار دارد که آن را تاق مروارید می‌گویند. این تاق دارای دو گلدسته بلند و زیباست و سقف آن با آجر مقرنس‌کاری شده‌است. طرف مغرب این تاقنما دالان در شمالی (در دوازده امام) و پنج تاقنمای دیگر است. پشت آن‌ها شبستانی با پهنای کم ساخته شده که هم‌اکنون دفتر مسجد در آن قرار دارد. در شرق تاق مروارید شبستانی بزرگ قرار دارد که دارای پنج در آهنی است و محراب آن از سنگ می‌باشد.

## ضلع غربی (رو به آفتاب)
در ضلع غربی این مسجد، در ورودی حرم آستان شاهچراغ قرار گرفته‌است و این ضلع دارای رواق‌های ۱۰ دهانه است که در انتهای آن یک در ورودی به شبستان ضلع جنوبی قرار دارد.

## ضلع جنوبی (پشت به قبله)
در میان این ضلع، تاقنمای پهن و بلندی است که چون در قرن گذشته خراب شده بود در سال ۱۳۴۸ خورشیدی آن را دوباره ساخته‌اند.
پشت آن نیز شبستانی باریک و قدیمی است که هر دو سوی آن دو طبقه است و سقف آن آجری می‌باشد و در آخر آن محرابی قرار دارد که منبر چوبی ۱۳ پله‌ای نیز در کنار آن قرار دارد؛ در دو سوی محراب دو ستون سنگی مارپیچ وجود دارد و سقف محراب با کاشی آبی مقرنس کاری شده‌است.

## شبستان اصلی و نوساز مسجد
در مغرب سردر جنوبی، شبستان بزرگ و جدیدی ساخته شده‌است.
این شبستان دارای یک منبر دوازده پله‌ای از جنس آهن و سنگ مرمر است. محراب زیبای آن نیز در سمت راست منبر قرار دارد. روی دیوارها و محراب آن ۱۳ آیه و احادیث نبوی بر روی کاشی با خط ثلث و نسخ نوشته شده‌است.

## ضلع شرقی (پشت به آفتاب)
در میان این ضلع تاقنمای پهن و بلندی است که در پیشانی آن کاشی کاری‌های زیبایی انجام گرفته‌است. در درون آن هفت تاقنمای کوچک و یک راه پله است و در سمت چپ آن چهار تاقنمای کوچک و ایوانی در پشت آن‌ها قرار دارد. در سمت راست آن نیز چهار تاقنمای کوچک است که یکی از آن‌ها در خروجی مسجد است.
در ضلع شرقی این مسجد شبستانی مخروبه را مشاهده می‌کنیم که کاملاً بلااستفاده بوده، کف آن از شن و ماسه پر شده و دیوارهای آن تخریب شده‌است.
این شبستان زمانی محل اقامه نماز بوده و سپس در سال ۱۳۵۸ تا ۱۳۶۱ خورشیدی تبدیل به کانون فرهنگی مسجد و کتابخانه شد اما از آن سال به بعد دیگر غیرقابل استفاده شد.
در ضلع شرقی، یک ایوان و دو رواق سه دهنه به چشم می‌خورد و در یکی از این رواق‌ها در دیگری مشاهده می‌شود که باز هم به کوچه‌های بین‌الحرمین راه دارد و وضعیت این راهرو کمی بهتر از در قبلی است اما باز هم نیاز به مرمت فراوانی دارد. در بالای ایوان این ضلع کتیبه‌های فراوانی از آیات قرآن اعم از سوره جمعه و آیه تطهیر به چشم می‌خورد.

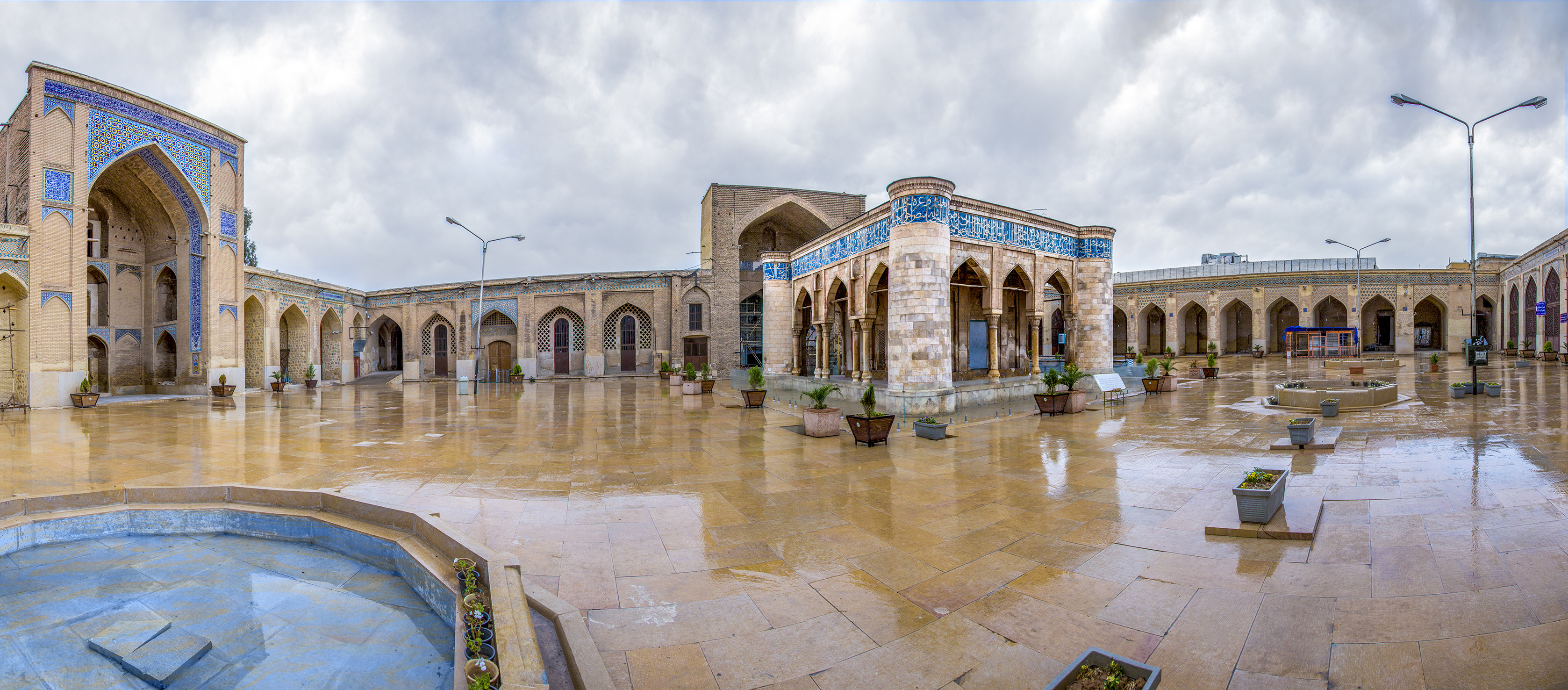
سراسرنمایی از مسجد جامع عتیق

## تصاویر

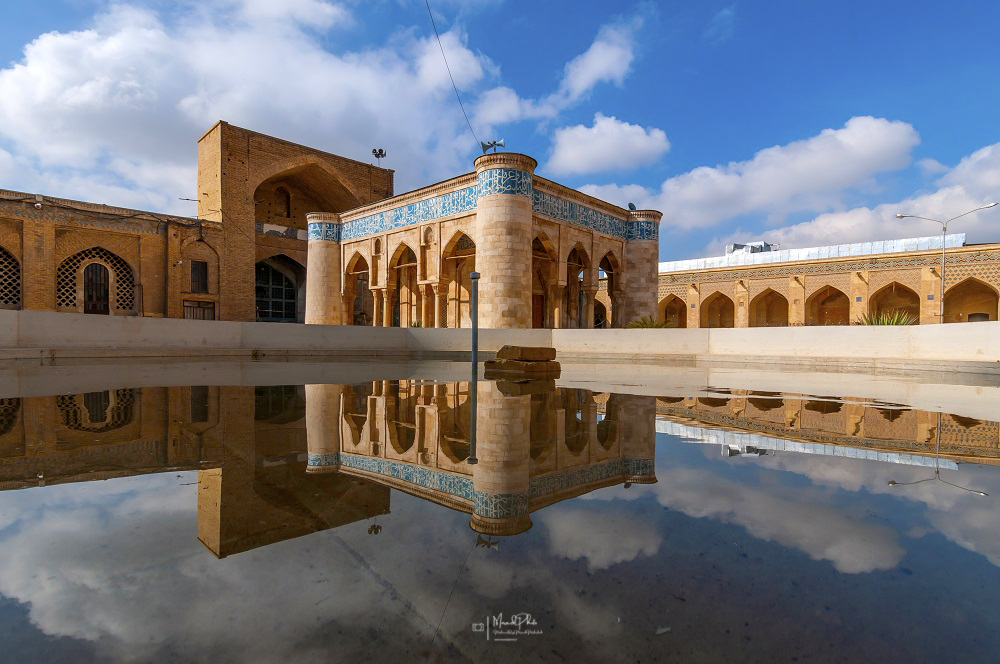
مسجد جامع عتیق
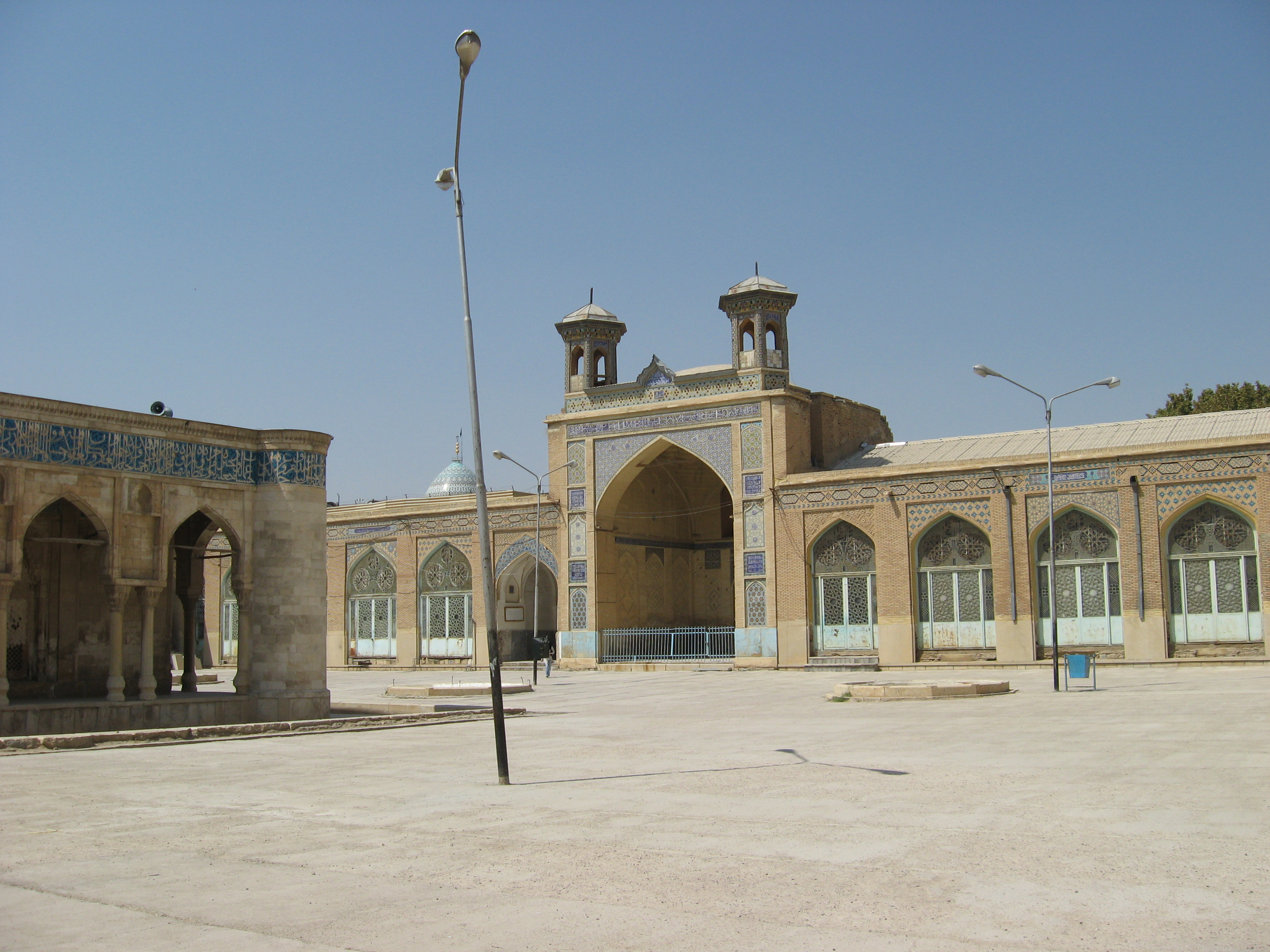
مسجد جامع عتیق
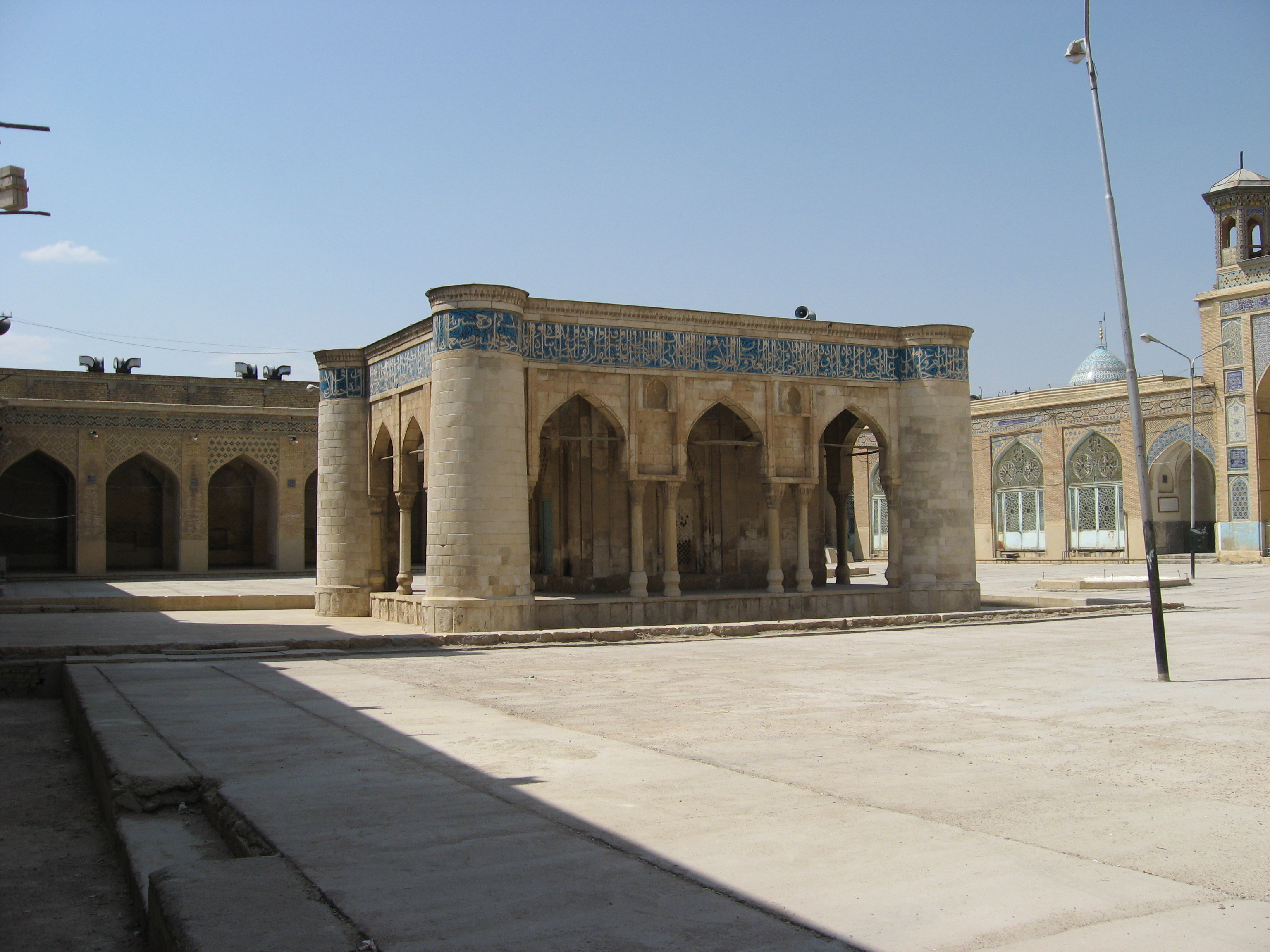
بنای موسوم به خدایخانه در وسط مسجد
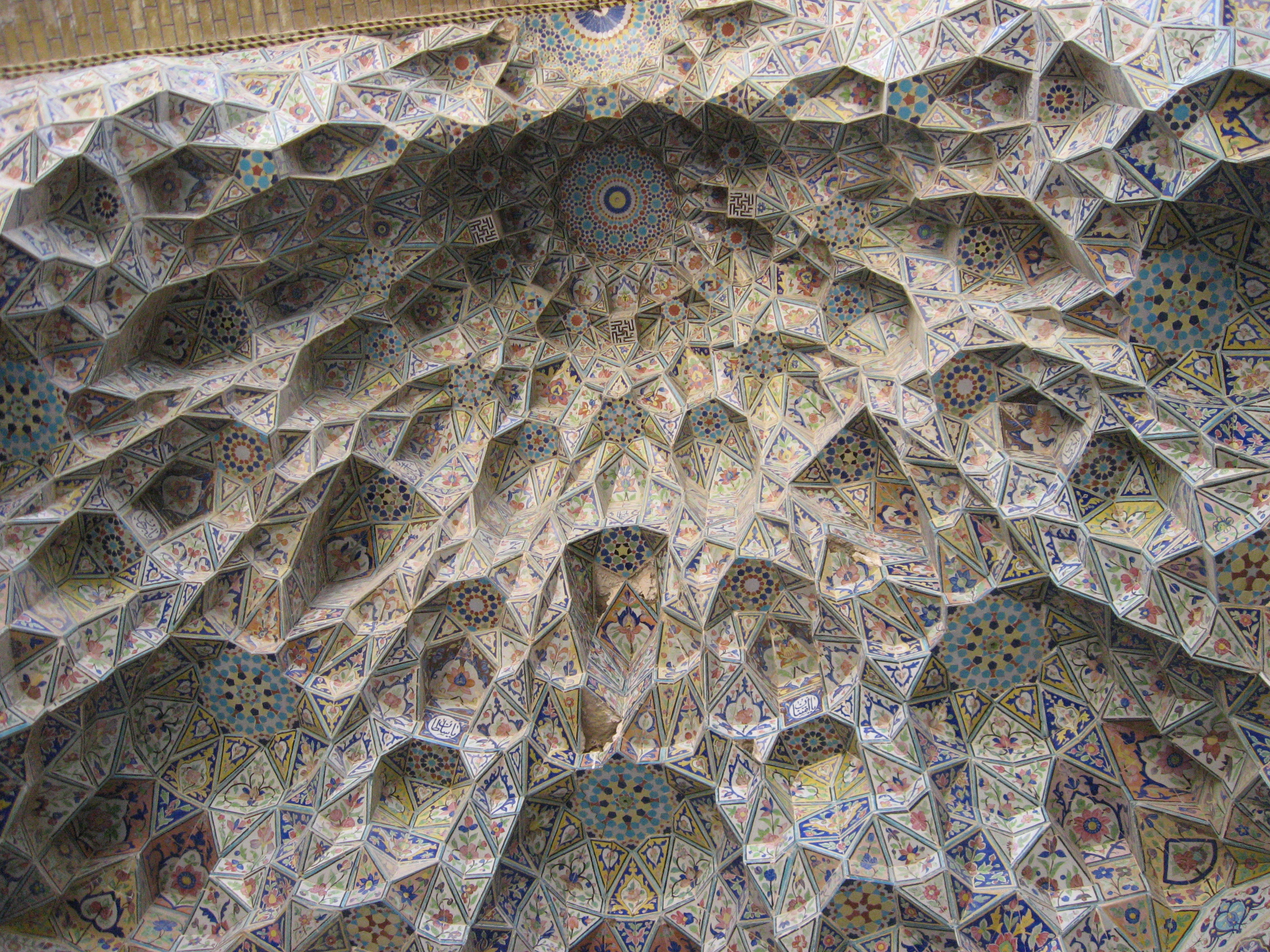
سردر ورودی ضلع شمالی
مسجد جامع عتیق